# Volker Ullrich
Volker Ullrich (Celle, Baixa Saxônia, 1943) é um historiador e escritor alemão.

## Vida
Ullrich estudou história, ciência da literatura, filosofia e pedagogia na Universidade de Hamburgo. Trabalhou de 1966 a 1969 no Seminário Histórico da Universidade de Hamburgo como assistente de Egmont Zechlin, obtendo em 1975 um doutorado com uma tese sobre o movimento dos trabalhadores de Hamburgo no início do século XX. Em 1988 foi Wissenschaftlicher Mitarbeiter na Stiftung für Sozialgeschichte des 20. Jahrhunderts. De 1990 a 2009 dirigiu o departamento "Politisches Buch" do jornal semanal Die Zeit.

## Publicações selecionadas
- Die Hamburger Arbeiterbewegung vom Vorabend des Ersten Weltkrieges bis zur Revolution 1918/19. 2 Bände. Lüdke, Hamburg 1976, ISBN 3-920588-39-8 (Dissertation, Universität Hamburg, 1976).
- Als der Thron ins Wanken kam. Das Ende des Hohenzollernreiches, 1890–1918. Donat, Bremen 1993, ISBN 3-924444-75-7.
- Volker Ullrich (1997). Die nervöse Großmacht. Aufstieg und Untergang des deutschen Kaiserreichs 1871–1918. Frankfurt am Main: S. Fischer. ISBN 3-10-086001-2
- Der ruhelose Rebell. Karl Plättner 1893–1945. Eine Biographie. Beck, München 2000, ISBN 3-406-46585-4.
- Fünf Schüsse auf Bismarck. Historische Reportagen. Beck, München 2002, ISBN 3-406-49400-5.
- Napoleon. Eine Biografie. Rowohlt, Reinbek bei Hamburg 2004, ISBN 3-498-06882-2.
- Das erhabene Ungeheuer. Napoleon und andere historische Reportagen. Beck, München 2008, ISBN 978-3-406-56820-6.
- Der Kreisauer Kreis. Rowohlt, Reinbek bei Hamburg 2008, ISBN 978-3-499-50701-4.
- Adolf Hitler. Die Jahre des Aufstiegs 1889–1939. Biographie, Band 1. S. Fischer, Frankfurt am Main 2013, ISBN 978-3-10-086005-7.[2]